# SPEED STAR (漫画)
『SPEED STAR』（スピードスター）は、『ヤングキング』で2005年から2007年に連載された飯星シンヤのオートレース漫画。

## ストーリー
主人公・相沢竜也は、街で有名な走り屋。夢はレーサーになることだったが、家庭の事情があり、金のかかるレーサーへの夢はあきらめ、義父の重さんが営むラーメン屋を継ぐことを考えていた。竜也の気持ちを察し、ある日重さんはオートレース場へ竜也を連れてゆく。
JKA（当時：日本小型自動車振興会）が監修。

## 登場人物
相沢竜也
川口オートレース場所属。
レーサーになることを夢見る高校生。家庭の事情で、レーサーになることをあきらめていた。
ある日義父の重さんにオートレースを見せてもらい、昔、父の神崎が有名なオートレーサーだったことを知らされる。
62歳の現役で父のライバルだった男がトップレーサーと聞かされ、その男を倒すことを目標にオートレーサーになることを決意する。
青葉功介
船橋オートレース場所属。竜也と同期。
ロードレースの世界選手権大会で三連覇したレーサー。ロードレース界では世界的なスーパースターだったが、自分の実力のみで勝負が出来るオートレース界に突如転向する。
秋吉敬三
川口オートレース場所属。
62歳にして現役のオートレース界を代表するS級レーサー。
竜也の実父・神崎とは王座を競い合うライバルだったが、神崎がレース中に事故で亡くなり、彼の分まで王者として走り続けている。
日野
飯塚オートレース場所属。竜也と同期。
河田
飯塚オートレース場所属。竜也と同期。
小宮
飯塚オートレース場所属。竜也と同期。
子供の頃に神崎を見てオートレーサーを目指すが、養成所の練習中の事故で竜也たちとは一緒に卒業できなかった。しかし、リハビリ後卒業し、無事オートレーサーになる。
沢渡
養成所の鬼教官。
岩田孝一
川口オートレース場所属。
竜也の師匠で万年B級レーサー。秋吉、神崎とは同期のベテラン。
顔は怖いが性格は明るく、面倒見のよい性格。過去に秋吉、神崎と競い合った選手。
無茶な走行から規制休になり、それが原因で妻とも離婚。復帰してからもスランプが続いている。
兵頭庄司
川口オートレース場所属。
秋吉の直弟子でS級レーサー。秋吉直伝の走りで、若手の中では一番勢いがあるホープ。
川口での賞金ランキングでは秋吉に次ぎ2位につけており、秋吉を脅かす存在の実力派。
性格に難ありだが、レースに関しては妥協がない。
重さん
竜也の育ての親。ラーメン屋を経営しており、神崎、秋吉とは昔からの腐れ縁。竜也にオートレーサーになる事を決意させる。
さくら
重さんの娘で、竜也の義理の妹。竜也のことをいつも気にかけている。
マサル
竜也の高校時代からの親友。高校卒業後はホストになり、業界でトップになることを夢見ている。

## 単行本
- SPEED STAR 1 YKコミックス 少年画報社 ISBN 978-4-7859-2590-1
- SPEED STAR 2 YKコミックス 少年画報社 ISBN 978-4-7859-2661-8
- SPEED STAR 3 YKコミックス 少年画報社 ISBN 978-4-7859-2759-2
- SPEED STAR 4 YKコミックス 少年画報社 ISBN 978-4-7859-2854-4